# Modern Masquerades
Modern Masquerades — заключительный студийный альбом североирландской рок-группы Fruupp, вышедший в 1975 году. Продюсером альбома выступил Иэн Макдональд (King Crimson, Foreigner), также исполнивший партии альт-саксофона и перкуссии.
Это единственный альбом Fruupp без клавишника Стивена Хьюстона (его заменил Джон Мэйсон). Тур в поддержку альбома продлился с декабря 1975 года по февраль 1976 года.
Альбом переиздавался в 1996 году (на сдвоенном релизе The Prince of Heaven’s Eyes / Modern Masquerades), в 2004 году (как часть сборника It’s All Up Now — Anthology) и в 2019 году (как часть бокс-сета Wise as Wisdom: The Dawn Albums 1973—1975).

## Список композиций
| №  | Название                 | Текст песни       | Музыка    | Длительность |
| -- | ------------------------ | ----------------- | --------- | ------------ |
| 1. | «Misty Morning Way»      | Винсент МакКаскер | МакКаскер | 6:57         |
| 2. | «Masquerading with Dawn» | МакКаскер         | МакКаскер | 7:16         |
| 3. | «Gormenghast»            | Джон Мэйсон       | Мэйсон    | 10:47        |

| №  | Название        | Текст песни | Музыка    | Длительность |
| -- | --------------- | ----------- | --------- | ------------ |
| 4. | «Mystery Might» | МакКаскер   | МакКаскер | 8:23         |
| 5. | «Why»           | МакКаскер   | МакКаскер | 4:12         |
| 6. | «Janet Planet»  | Пол Чарльз  | МакКаскер | 2:58         |
| 7. | «Sheba's Song»  | Чарльз      | Мэйсон    | 8:28         |

## Участники записи
- Питер Фаррели — вокал, бас-гитара
- Джон Мэйсон — клавишные, вибрафон, вокалvocals, аранжировка духовых
- Винсент МакКаскер — гитара, вокал
- Мартин Фой — ударные, перкуссия, вокал

приглашённые музыканты:
- Иэн Макдональд — альт-саксофон, перкуссия, аранжировка духовых; продюсер
- Грег Боуэн — труба
- Терри Джонс, Барри Касл, Фрэнк Райкрофт, Питер Сивилл — валторна

технический персонал:
- Крис Кимси[англ.] — звукоинженер
- Дэйв Хатчинс — помощник звукоинженера
- Мартин Кроппер, Ричард Стронг — художественное направление
- Мартин Годдард — фотография
- Роберт Хау — иллюстрации